# Aviso de Recebimento
O Aviso de Recebimento ou AR (na forma abreviada) é um serviço opcional contratado pelos Correios que através do preenchimento do formulário, permite confirmar, junto ao remetente, a entrega do objeto ou carta por ele postado. Após a entrega da correspondência ao destinatário, o aviso retorna ao remetente com a assinatura da pessoa que recebeu o objeto.
A Corte Especial do Superior Tribunal de Justiça legalizou nova súmula que estabelece a obrigatoriedade do aviso de recebimento nos casos de citação pessoal.